# 오리온자리 카파
사이프(Saiph) 또는 오리온자리 카파(κ Ori), 오리온자리 53(53 Ori)은 오리온자리에서 여섯 번째로 밝은 항성이다. 오리온자리의 외곽을 형성하는 별 넷 중 동남쪽 구석에 위치해 있고, 넷 중에서 가장 어둡다. 남쪽을 바라보는 북반구의 관측자 눈에는 사이프가 오리온자리의 왼쪽 아래 부분에 있는 것으로 보일 것이며, 북쪽을 바라보는 남반구의 관측자에게는 오리온자리의 오른쪽 위에 있는 것처럼 보일 것이다. 시차 측정자료에 따르면 사이프까지의 거리는 약 650 광년(198 파섹)으로 베텔게우스와 거의 같다. 같은 별자리의 리겔보다 반지름이 작고 광도도 낮지만 표면 온도는 더 뜨거우며 겉보기등급은 2.1이다. 사이프의 광도는 근소하게 변화하며 그 진폭은 0.04 등급이다.

## 명칭
오리온자리 카파는 바이어 명명법, 오리온자리 53은 플램스티드 명명법에 따른 명칭이다. 전통적인 이름 사이프(Saiph)는 아랍어 '사이프 알자바르'(سیف الجبّار, '거인의 검')에서 왔다. 이 명칭은 원래 오리온자리 에타에 부여되었던 것이다. 국제천문연맹(IAU)은 2016년 항성들의 고유 명칭을 목록화, 표준화할 목적으로 항성명칭 워킹그룹(WGSN)을 조직하였다. WGSN은 2016년 7월 1차로 항성명칭을 공고했는데 사이프는 여기에 포함되어 있다. 사이프는 현재 IAU 항성명칭 목록에 수록되어 있다.
17세기 〈알 악사시 알 무아케트 달력〉에 이 별은 '레크바 알 자우자 알 예메니아트'로 명명되어 있었는데 이는 라틴어로 번역하면 Genu Dextrum Gigantis 로 '거인의 오른쪽 무릎'이라는 뜻이다.
중화권에서 사이프가 속한 별자리는 삼수(參宿, 별 셋)로 사이프, 알니타크, 알닐람, 민타카, 베텔게우스, 벨라트릭스, 리겔로 이루어져 있다. 이 중 사이프 하나를 부르는 명칭은 삼수육(參宿六, 삼수에서 여섯 번째 별)이다.

## 특성
사이프는 분광형 B0.5 la의 초거성이다. 광도분류 'la'는 중심핵의 수소를 소진하고 주계열에서 이탈한 밝은 초거성을 뜻한다. 사이프는 강력한 항성풍을 지니고 있으며 매년 태양 질량의 9.0 × 10−7 배에 해당하는 분량을 잃고 있다. 이는 사이프가 110만 년 동안 태양 하나와 맞먹는 질량을 우주 공간으로 분출한다는 뜻이다. 별의 스펙트럼과 히파르코스 위성이 측정한 시차를 조합하면 사이프의 질량은 태양의 15.50 ± 1.25 배, 광도는 56,881 배가 나온다. 오리온자리 OB1 성협 구성원들의 스펙트럼과 나이로부터 추정한 사이프의 질량은 태양의 28 배(최초 질량은 태양의 31.8 배), 나이는 620만 년이다. 사이프(및 오리온자리의 여러 항성들)처럼 큰 별들은 붕괴된 뒤 초신성 폭발로 생을 마칠 것이다.

## 문화
오스트레일리아 북부의 와르다만 족은 이 별을 먹대가리비단뱀을 써서 계곡을 만드는, 구만(Guman)의 디깅 스틱(digging stick)이라 부른다.